# Gwendolyn B. Bennett
Gwendolyn Bennetta Bennett (ur. 8 lipca 1902 w Gidding, zm. 30 maja 1981 w Reading  – amerykańska poetka, dziennikarka i malarka.

## Życiorys
Urodziła się 8 lipca 1902 w miejscowości Gidding w Teksasie w rodzinie afroamerykańskiej. Była jedynaczką. Jej rodzicami byli Joshua Robbin Bennett i Mayme F. Abernethy Bennett. Część dzieciństwa przyszła poetka spędziła w rezerwacie indiańskim w Nevadzie, gdzie państwo Bennettowie pracowali jako nauczyciele. Gdy się rozwiedli, sąd przyznał opiekę nad dzieckiem matce. Ojciec nie zaakceptował tego wyroku, porwał córkę i się z nią ukrywał. Osiedlił się w końcu na Brooklinie. Gwendolyn uczęszczała tam do Girl's High School. Studiowała w Columbia University's Teacher College. Potem przeniosła się do Pratt Institute. Dyplom uzyskała w 1924. Zatrudniła się w Howard University. Wkrótce jednak wyjechała na stypendium do Francji, gdzie studiowała na paryskiej Sorbonie i w kształcącej plastyków Académie Julian. Była dwukrotnie zamężna. Pierwszym mężem był od 1928 dr Alfred Jackson, z którym wyjechała na Florydę. W 1936 owdowiała. W 1940 wyszła ponownie za mąż za Richarda Crosscupa, który zmarł w 1980. Gwendolyn zmarła niedługo potem, 30 maja 1981 w Reading Hospital w miejscowości Reading w stanie Pensylwania.

## Twórczość
Gwendolyn B. Bennett wypowiadała się w literaturze i sztukach plastycznych. Była jedną z ważniejszych przedstawicielek Harlem Renaissance. Swoje wiersze drukowała w czasopismach The Crisis i redagowanym przez Alaine’a Locke'a New Negro. Projektowała również okładki dla The Crisis i Opportunity: Journal of Negro Life. W Opportunity prowadziła rubrykę Ebony Flute. Debiutowała utworem Nocturne. Do jej najbardziej znanych wierszy należą Heritage, To Usward, Moon Tonight i Fantasy, jak również To a Dark Girl. Opublikowała też opowiadania Wedding Day i Tokens. Utwory poetki są często zamieszczane w antologiach, nie doczekały się jednak wydania zbiorowego. Znalazły się między innymi w przygotowanej przez Williama Stanleya Braithwaite'a  Anthology of Magazine Verse for 1927 i Yearbook of American Poetry (1927). Weszły też do zredagowanej przez Charlesa S. Johnsona wpływowej antologii Ebony and Topaz. Wiele spośród jej obrazów uległo zniszczeniu.